# Guglielmo Roehrssen (giurista)
Guglielmo Roehrssen (Napoli, 18 agosto 1910 – Roma, 12 novembre 1987) è stato un magistrato italiano.

## Biografia
Presidente di sezione del Consiglio di Stato, fu eletto dal medesimo Consiglio di Stato il 21 dicembre 1976 a far parte della Corte costituzionale.
Giurò il 13 gennaio 1977. Fu nominato Vice Presidente della Corte il 16 luglio 1984. Cessò dalla carica il 13 gennaio 1986.